# Rudolf Losse
Rudolf Losse (* um 1310 bei Eisenach; † 4. Januar 1364 vermutlich in Mainz) war ein kurtrierischer Kanzlist und Notar. Er wird auch als die „rechte Hand“ Kurfürst Balduins von Trier angesprochen.
Vor allem sein von Edmund E. Stengel edierter Nachlass Nova Alamania, einer umfangreichen Sammlung von Urkunden der kirchlichen Verwaltung, Schriften zur Rechtsfindung und päpstlichen Dekreten, aber auch Dokumenten der schöngeistigen Literatur, hebt Losse aus seinen Zeitgenossen heraus.

## Leben
Losse entstammte einer thüringischen Ministerialenfamilie. Seine Ausbildung zum Notar erhielt er an der Universität Montpellier zwischen 1327 und 1331. Ein Jahr später wird er Urkundenschreiber im Kanzleidienst des Bistums Trier. Seine offensichtlich besonderen Fähigkeiten bei der Formulierung von Dienstverträgen, Sühneurkunden oder Rechtsauslegungen und sein diplomatisches Geschick in Verhandlungssachen, ließen ihn Mitte des 14. Jahrhunderts zur politischen Elite des Heiligen Römischen Reiches aufsteigen. Zu Beginn seiner Laufbahn im Dienst Bischof Balduins, später auch bei anderen Kirchenoberen und Kaiser Karl IV. (HRR) erreichte er für seine Berater- und Vermittlertätigkeit mit Pfründen und dazugehörigen Titeln einen beachtlichen Wohlstand. So konnte er z. B. 1348 dem Kaiser Karl IV. 200 Mark Silber leihen.  1342 ernannte ihn Balduin von Luxemburg zu seinem Protonotar, 1344 war er als Offizial, oberster Richter Balduins und nach dessen Tod, zunehmend auch in Reichssachen für Karl IV. tätig.
Losses Aufstieg vom Urkundenschreiber niederer Herkunft zum Berater und Gesandten in der Kirchen- und Reichsverwaltung, wurde von adligen Domkapitularen behindert. So musste er von Landgraf Friedrich von Thüringen sich ausdrücklich einen nobilis status bestätigen lassen. König Johann von Böhmen nannte ihn 1334 derico et familiari nostro, ein enges Mitglied der königlichen Regierung. 1341 nannte ihn der französische König nostrum honorabilem clericum 1348 soll sich Karl IV. nachdrücklich bei den Herren des Mainzer Domkapitels für Losse eingesetzt haben. Eine Voraussetzung für wichtige Tätigkeiten im Kirchenbereich war ein Klerikerstatus, den er am Karsamstag 1340 mit der Diakonsweihe durch Bischof Balduin erhielt. Es folgten damit Pfründen als Kanoniker und Diakon u. a. in Karden und Longuyon zur Ausübung der geistlichen Gerichtsbarkeit.
Zu Losses Persönlichkeit ist wenig überliefert: Er soll bis zu seiner Diakonweihe ein Verhältnis mit einer Lisa, Tochter eines Trierer Färbers, gehabt haben.  Ein Bruder Losses Hermann ist im Zusammenhang mit einem Geldgeschäft für Kaiser Karl IV. überliefert. Losse starb 1364 als Vorstand des Mainzer Domkapitels.

## Wirken
Rudolf Losse hatte vermutlich schon während seiner Studienzeit in Montpellier (1327–1331) Kontakte zur avigonesischen Kurie. 1328 bestätigt Papst Johannes XXII. Rudolf Losse die Anwartschaft auf eine Pfründe in der Nähe von Gotha. Ab 1332 war Losse für Bischof Balduin tätig und entwickelte einen Urkundenstil, der durch seine „prägnannte Kürze“ zum Vorbild in deutschsprachigen Kanzleien wurde. Ihm wird eine maßgebliche Rolle bei der Entwicklung des frühneuhochdeutschen Urkundensprache zugesprochen.
Als juristischer Berater Bischof Balduins vertrat er im Streit um das Approbationsrecht des Papstes, sowohl das unbehinderte Wahlrecht der Kurfürsten zur Königswahl, wie auch des Domkapitels auf die Kandidatenauswahl eines neuen Bischofs. Die Texte zu den Erklärungen des Kurvereins von Rhens sollen von ihm vorformuliert worden sein. Als Gesandter und Unterhändler für Karl IV. war er häufig am päpstlichen Hof in Avignon und am französischen Hof. 1349 verhandelte er in der ersten Phase des Hundertjährigen Kriegs den Austritt Herzogs Johanns von Brabant aus der Allianz mit dem englischen König Eduard III.